# Miguel Zacarías
Miguel Zacarías Nogaim (Città del Messico, 19 marzo 1905 – Cuernavaca, 20 aprile 2006) è stato un regista, produttore cinematografico e scrittore messicano, di origine libanese.
Diplomatosi in arte drammatica alla Columbia University, girò il suo primo film nel 1933.
Si scoprì particolarmente abile nell'individuare nuovi talenti, quali Pedro Armendáriz, Jorge Negrete e María Félix.
Regista di oltre cinquanta lungometraggi, diresse l'ultimo film nel 1986. Autore di alcuni romanzi sia i film che i libri degli ultimi anni avevano come tema la religione.
Nel 1993 fu insignito del Premio Ariel de Oro il massimo riconoscimento dell'industria cinematografica messicana, premio speciale per la sua carriera. 
Morì il 20 aprile 2006, a 101 anni.

## Filmografia Parziale
- Sobre las olas (1933)
- Papá se desenreda (1942)
- Las tres viudas de papá (1942)
- Figlia Mia (Soledad) (1947)
- L'albero stregato (Flor de durazno) (1949)
- La grande rivolta (Juana Gallo) (1958)
- Il peccato di Adamo ed Eva (El pecado de Adan y Eva) (1965)